# Elecciones municipales de La Plata de 2021
Las elecciones en el partido de La Plata de 2021 se realizaron el 14 de noviembre junto con las elecciones nacionales y provinciales. Ese día se eligieron concejales y consejeros escolares.
Los candidatos surgieron de elecciones primarias abiertas, simultáneas y obligatorias (PASO) que se realizaron el 12 de septiembre.

## Renovación del Concejo Deliberante
En los comicios se renovó la mitad del Concejo Deliberante, que cuenta con 24 bancas:
| Bloque | Bloque               | Bancas | Bancas a renovar |
| ------ | -------------------- | ------ | ---------------- |
|        | Juntos por el Cambio | 13     | 6                |
|        | Frente de Todos      | 10     | 5                |
|        | GEN                  | 1      | 1                |
| Total  | Total                | 24     | 12               |

Para obtener al menos una banca en el Concejo Deliberante, se necesitó el 8,33 % de los votos. En 2019 ninguna fuerza, con excepción del Frente de Todos y Juntos por el Cambio, logró alcanzar ese porcentaje, situación que se repitió en 2021.
La composición del Concejo Deliberante tras las elecciones prácticamente no presenta diferencias con la composición previa. El Frente de Todos permanece sin cambios en el número de 10 integrantes. Juntos se quedó con las restantes 14 bancas, siendo que hasta el momento tenía 13 bancas propias más el monobloque aliado del GEN, del concejal Gastón Crespo, cuyo mandato venció en diciembre de 2021.
Si bien el oficialismo mantiene el quorum y la mayoría simple, el número de 10 concejales del Frente de Todos le impiden lograr los dos tercios sin su consenso.
| Bloque | Bloque          | Bancas obtenidas | Bancas totales |
| ------ | --------------- | ---------------- | -------------- |
|        | Juntos          | 7                | 14             |
|        | Frente de Todos | 5                | 10             |
| Total  | Total           | 12               | 24             |

## Elecciones generales

### Alianzas o partidos[6]
| Partido/alianza | Partido/alianza | Partido/alianza                                | Partidos en la alianza A nivel provincial | Primer candidato/a a concejal | Primer candidato/a a concejal                                                            |
| --------------- | --------------- | ---------------------------------------------- | --- | ----------------------------- | ---------------------------------------------------------------------------------------- |
|                 |                 | Juntos                                         | Ver lista - Unión Cívica Radical - Partido Nacionalista Constitucional - UNIR - Generación para un Encuentro Nacional - Partido Lealtad y Dignidad de Buenos Aires - Partido Demócrata Progresista - Coalición Cívica ARI - Partido del Diálogo - Propuesta Federal para el Cambio - Propuesta Republicana - Partido Integrar - Partido Socialista - Movimiento de Integración y Desarrollo - Espacio Abierto para el Desarrollo y la Integración Social |                               | Javier Mor Roig (UCR) Concejal (1993-1997, 2017-presente) Senador provincial (2007-2011) |
|                 |                 | Frente de Todos                                | Ver lista - Partido Justicialista - Partido de la Victoria - Frente Renovador - Frente Grande - Nuevo Encuentro por la Democracia y la Equidad - Kolina - Política Abierta para la Integridad Social - Partido Comunista - Compromiso Federal - Partido del Trabajo y del Pueblo - Instrumento electoral por la Unidad Popular - Partido Fe - Partido Solidario - Partido de la Cultura, la Educación y el Trabajo - Partido Nuevo Buenos Aires - Partido Izquierda Popular - Movimiento Integración Latinoamericana de Expresión Social por Tierra, Techo y Trabajo M.I.L.E.S. T.T.T. |                               | Luis Federico Arias Exjuez (2003-2018)                                                   |
|                 |                 | Frente de Izquierda y de Trabajadores - Unidad | Ver lista - Partido del Obrero - Partido de Trabajadores por el Socialismo - Izquierda por una Opción Socialista - Nueva Izquierda |                               | Luana Simioni (PTS) Delegada general de ATE en IOMA                                      |
|                 |                 | Avanza Libertad                                | Ver lista - Partido Dignidad Popular - Partido Autonomista - Unión del Centro Democrático - Partido Demócrata |                               | María Florencia Defeo Abogada                                                            |
|                 |                 | Vamos con Vos                                  | Ver lista - Frente Hacer por el Progreso Social - Partido Tercera Posición - Movimiento Libres del Sur |                               | Gerardo Jazmín (AVP) Concejal por el Frente Renovador (2013-2017)                        |

### Resultados
Según el escrutinio definitivo:
|                                   | Juntos                                         | Javier Mor Roig       | 187.828 | 46,00 | 7 |
|                                   | Frente de Todos                                | Luis Federico Arias   | 141.384 | 34,62 | 5 |
|                                   | Frente de Izquierda y de Trabajadores - Unidad | Luana Simioni         | 32.292  | 7,91  |   |
|                                   | Avanza Libertad                                | María Florencia Defeo | 28.510  | 6,98  |   |
|                                   | Vamos con Vos                                  | Gerardo Jazmín        | 18.348  | 4,49  |   |
| Votos positivos                   | Votos positivos                                | Votos positivos       | 408.362 | 95,12 |   |
| Votos en blanco                   | Votos en blanco                                | Votos en blanco       | 16.275  | 3,79  |   |
| Votos válidos                     | Votos válidos                                  | Votos válidos         | 424.637 | 98,91 |   |
| Votos nulos                       | Votos nulos                                    | Votos nulos           | 4.682   | 1,09  |   |
| Participación                     | Participación                                  | Participación         | 429.319 | 71,42 |   |
| Electores habilitados             | Electores habilitados                          | Electores habilitados | 601.077 |       |   |
| Fuente: juntaelectoral.gba.gov.ar |                                                |                       |         |       |   |

## Elecciones primarias

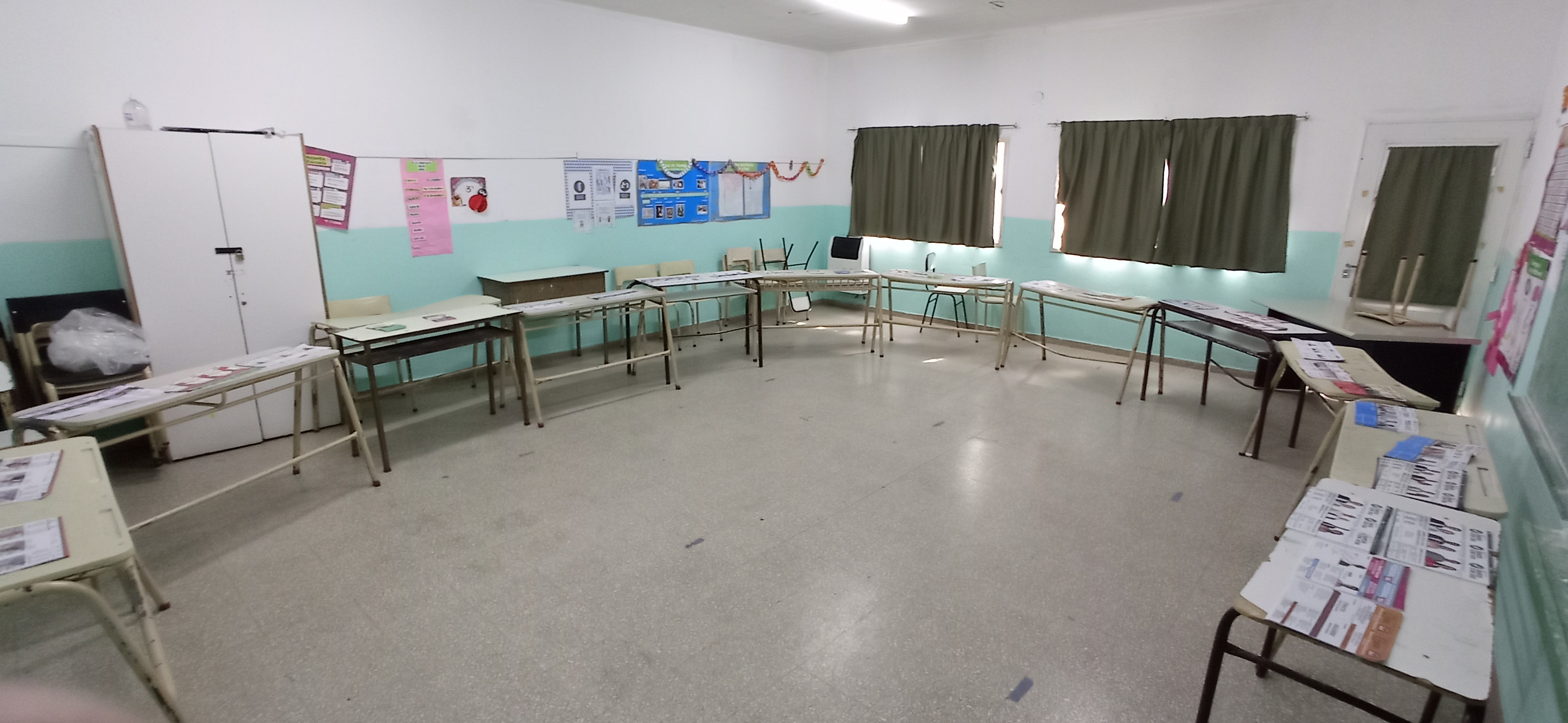
Un cuarto oscuro en el partido de La Plata durante las elecciones primarias de 2021.

Las elecciones primarias, abiertas, simultáneas y obligatorias (PASO) se realizaron el 12 de septiembre de 2021. Para que una lista de precandidatos en la categoría de concejales y consejeros escolares participara de las elecciones generales del 14 de noviembre, su partido o alianza debió alcanzar al menos el 1,5 % de los votos positivos emitidos para dicha categoría y además ser la lista ganadora en la interna de su partido o alianza, si la hubo.
Se presentaron 26 listas en estas primarias, de las cuales cinco reunieron los requisitos para participar en las elecciones generales. Siete partidos y/o alianzas tuvieron competencia interna.

### Alianzas o partidos[8]
| Partido/alianza                   | Partido/alianza | Partido/alianza                                | Partidos en la alianza A nivel provincial | Lista                                                             | Primer candidato/a a concejal | Primer candidato/a a concejal                                                                                        | Ref.   |
| --------------------------------- | --------------- | ---------------------------------------------- | --- | ----------------------------------------------------------------- | ----------------------------- | --- | ------ |
|                                   |                 | Juntos                                         | Ver lista - Unión Cívica Radical - Partido Nacionalista Constitucional - UNIR - Generación para un Encuentro Nacional - Partido Lealtad y Dignidad de Buenos Aires - Partido Demócrata Progresista - Coalición Cívica ARI - Partido del Diálogo - Propuesta Federal para el Cambio - Propuesta Republicana - Partido Integrar - Partido Socialista - Movimiento de Integración y Desarrollo - Espacio Abierto para el Desarrollo y la Integración Social | A                                                                 |                               | Javier Mor Roig (UCR) Concejal (1993-1997, 2017-presente) Senador provincial (2007-2011)                             | [ 9 ]  |
| Dar el Paso                       |                 | Juntos                                         | Ver lista - Unión Cívica Radical - Partido Nacionalista Constitucional - UNIR - Generación para un Encuentro Nacional - Partido Lealtad y Dignidad de Buenos Aires - Partido Demócrata Progresista - Coalición Cívica ARI - Partido del Diálogo - Propuesta Federal para el Cambio - Propuesta Republicana - Partido Integrar - Partido Socialista - Movimiento de Integración y Desarrollo - Espacio Abierto para el Desarrollo y la Integración Social | Diego Rovella (UCR) Diputado provincial (2013-2021)               |                               | |        |
|                                   |                 | Frente de Todos                                | Ver lista - Partido Justicialista - Partido de la Victoria - Frente Renovador - Frente Grande - Nuevo Encuentro por la Democracia y la Equidad - Kolina - Política Abierta para la Integridad Social - Partido Comunista - Compromiso Federal - Partido del Trabajo y del Pueblo - Instrumento electoral por la Unidad Popular - Partido Fe - Partido Solidario - Partido de la Cultura, la Educación y el Trabajo - Partido Nuevo Buenos Aires - Partido Izquierda Popular - Movimiento Integración Latinoamericana de Expresión Social por Tierra, Techo y Trabajo M.I.L.E.S. T.T.T. | Celeste y Blanca 2                                                |                               | Luis Federico Arias Exjuez (2003-2018)                                                                               |        |
| Celeste y Blanca 4                |                 | Frente de Todos                                | Ver lista - Partido Justicialista - Partido de la Victoria - Frente Renovador - Frente Grande - Nuevo Encuentro por la Democracia y la Equidad - Kolina - Política Abierta para la Integridad Social - Partido Comunista - Compromiso Federal - Partido del Trabajo y del Pueblo - Instrumento electoral por la Unidad Popular - Partido Fe - Partido Solidario - Partido de la Cultura, la Educación y el Trabajo - Partido Nuevo Buenos Aires - Partido Izquierda Popular - Movimiento Integración Latinoamericana de Expresión Social por Tierra, Techo y Trabajo M.I.L.E.S. T.T.T. | Guillermo Escudero (PJ) Diputado provincial (2017-2021)           |                               | |        |
|                                   |                 | Vamos con Vos                                  | - Frente Hacer por el Progreso Social - Partido Tercera Posición - Movimiento Libres del Sur | Hay Otro Camino                                                   |                               | Alejandro Santecchia                                                                                                 |        |
| Hacer Otro Camino                 |                 | Vamos con Vos                                  | - Frente Hacer por el Progreso Social - Partido Tercera Posición - Movimiento Libres del Sur | Gerardo Jazmín (AVP) Concejal por el Frente Renovador (2013-2017) |                               | |        |
| Por el Progreso Social            |                 | Vamos con Vos                                  | - Frente Hacer por el Progreso Social - Partido Tercera Posición - Movimiento Libres del Sur | Javier Pacharotti Concejal (2003-2015)                            |                               | |        |
|                                   |                 | Frente de Izquierda y de Trabajadores - Unidad | - Partido del Obrero - Partido de Trabajadores por el Socialismo - Izquierda por una Opción Socialista - Nueva Izquierda | 1A Unidad de la Izquierda                                         |                               | Luana Simioni (PTS) Delegada general de ATE en IOMA                                                                  |        |
| 10R (R)evolucionemos la Izquierda |                 | Frente de Izquierda y de Trabajadores - Unidad | - Partido del Obrero - Partido de Trabajadores por el Socialismo - Izquierda por una Opción Socialista - Nueva Izquierda | Leonel Acosta (MST)                                               |                               | |        |
|                                   |                 | Avanza Libertad                                | - Partido Dignidad Popular - Partido Autonomista - Unión del Centro Democrático - Partido Demócrata | Libertad                                                          |                               | María Florencia Defeo Abogada                                                                                        | [ 10 ] |
|                                   |                 | Movimiento al Socialismo                       | Partido sin alianza | Para Renovar a la Izquierda                                       |                               | Eric Simonetti Docente y dirigente gremial                                                                           |        |
|                                   |                 | Unión Celeste y Blanco                         | Partido sin alianza | Anticorrupción                                                    |                               | Adrián Morales |        |
| + Valores                         |                 | Unión Celeste y Blanco                         | Partido sin alianza | Sandra Blanco                                                     |                               | |        |
|                                   |                 | Frente Patriota                                | Partido sin alianza | Primero la Patria                                                 |                               | Oscar Loyola Exsecretario y expresidente del Círculo de Suboficiales del Ejército Argentino de la ciudad de La Plata |        |
|                                   |                 | Partido Humanista                              | Partido sin alianza | Naranja                                                           |                               | Alberto Liforena |        |
|                                   |                 | Partido Federal                                | Partido sin alianza | Celeste y Blanca                                                  |                               | Elisa Schuster Contadora, empresaria y dirigente social                                                              |        |
| Federalismo Puro                  |                 | Partido Federal                                | Partido sin alianza | Susana Ocampos                                                    |                               | |        |
|                                   |                 | Partido Conservador Popular                    | Partido sin alianza | Única                                                             |                               | Darío Raúl Rodríguez                                                                                                 |        |
|                                   |                 | Unión por Todos                                | Partido sin alianza | Unidad                                                            |                               | Patricio Lustig |        |
|                                   |                 | Partido Renovador Federal                      | Partido sin alianza | Somos Renovadores                                                 |                               | Octavio Agustín Bravo                                                                                                |        |
|                                   |                 | Corriente de Pensamiento Bonaerense            | Partido sin alianza | Corriente de Pensamiento Auténtica                                |                               | Violeta Yoshinaga Podoesteticista                                                                                    |        |
|                                   |                 | Movimiento Organización Democrática            | Partido sin alianza | Creer                                                             |                               | Andrea Marina Aguirre                                                                                                |        |
|                                   |                 | Partido Republicano Federal                    | Partido sin alianza | Principios y Valores                                              |                               | Nicolás Vanni Secretario gremial y de Organización del Sindicato Gráfico Platense                                    | [ 11 ] |
|                                   |                 | Partido Vocación Social                        | Partido sin alianza | Unite por Buenos Aires                                            |                               | Jonathan Pablo Massola                                                                                               |        |
| Renacer                           |                 | Partido Vocación Social                        | Partido sin alianza | José María Espinosa                                               |                               | |        |
|                                   |                 | Partido Todos por Buenos Aires                 | Partido sin alianza | Todos por la Provincia                                            |                               | Pedro Fernando Serino                                                                                                |        |

### Resultados
Según el escrutinio definitivo:
     Habilitado para las elecciones generales
| Partido/Alianza                                                                                         | Partido/Alianza                              | Lista                              | 1.ᵉʳ precandidato/a a concejal | Interna               | Interna               | Partido | Partido                |
| Partido/Alianza                                                                                         | Partido/Alianza                              | Lista                              | 1.ᵉʳ precandidato/a a concejal | Votos                 | %                     | Votos   | % (de votos positivos) |
| --- | -------------------------------------------- | ---------------------------------- | ------------------------------ | --------------------- | --------------------- | ------- | ---------------------- |
| | Juntos                                       | A                                  | Javier Mor Roig                | 104.592               | 61,66                 | 169.620 | 44,29                  |
| Dar el Paso                                                                                             | Juntos                                       | Diego Rovella                      | 65.028                         | 38,34                 |                       | 169.620 | 44,29                  |
| | Frente de Todos                              | Celeste y Blanca 2                 | Luis Federico Arias            | 80.975                | 62,53                 | 129.489 | 33,81                  |
| Celeste y Blanca 4                                                                                      | Frente de Todos                              | Guillermo Escudero                 | 48.514                         | 37,47                 |                       | 129.489 | 33,81                  |
| | Frente de Izquierda y de Trabajadores-Unidad | 1A Unidad de la Izquierda          | Luana Simioni                  | 17.644                | 83,07                 | 21.241  | 5,55                   |
| 10R (R)evolucionemos la Izquierda                                                                       | Frente de Izquierda y de Trabajadores-Unidad | Leonel Acosta                      | 3.597                          | 16,93                 |                       | 21.241  | 5,55                   |
| | Avanza Libertad                              | Libertad                           | María Florencia Defeo          | 16.334                | 100                   | 16.334  | 4,27                   |
| | Vamos con Vos                                | Hacer Otro Camino                  | Gerardo Jazmín                 | 5.999                 | 36,86                 | 16.276  | 4,25                   |
| Hay Otro Camino                                                                                         | Vamos con Vos                                | Alejandro Santecchia               | 5.385                          | 33,09                 |                       | 16.276  | 4,25                   |
| Por el Progreso Social                                                                                  | Vamos con Vos                                | Javier Pacharotti                  | 4.892                          | 30,06                 |                       | 16.276  | 4,25                   |
| | Unión Celeste y Blanco                       | + Valores                          | Sandra Blanco                  | 2.819                 | 52,04                 | 5.417   | 1,41                   |
| Anticorrupción                                                                                          | Unión Celeste y Blanco                       | Adrián Morales                     | 2.598                          | 47,96                 |                       | 5.417   | 1,41                   |
| | Movimiento al Socialismo                     | Para Renovar a la Izquierda        | Eric Simonetti                 | 4.727                 | 100                   | 4.727   | 1,23                   |
| | Partido Vocación Social                      | Unite por Buenos Aires             | Jonathan Pablo Massola         | 2.335                 | 64,15                 | 3.640   | 0,95                   |
| Renacer                                                                                                 | Partido Vocación Social                      | José María Espinosa                | 1.305                          | 35,85                 |                       | 3.640   | 0,95                   |
| | Unión por Todos                              | Unidad                             | Patricio Lustig                | 3.520                 | 100                   | 3.520   | 0,92                   |
| | Partido Republicano Federal                  | Principios y Valores               | Nicolás Vanni                  | 2.687                 | 100                   | 2.687   | 0,70                   |
| | Partido Federal                              | Federalismo Puro                   | Susana Ocampos                 | 1.255                 | 54,90                 | 2.286   | 0,60                   |
| Celeste y Blanca                                                                                        | Partido Federal                              | Elisa Schuster                     | 1.031                          | 45,10                 |                       | 2.286   | 0,60                   |
| | Frente Patriota                              | Primero la Patria                  | Oscar Loyola                   | 1.451                 | 100                   | 1.451   | 0,38                   |
| | Todos por Buenos Aires                       | Todos por la Provincia             | Pedro Fernando Serino          | 1.255                 | 100                   | 1.255   | 0,33                   |
| | Partido Renovador Federal                    | Somos Renovadores                  | Octavio Agustín Bravo          | 1.208                 | 100                   | 1.208   | 0,32                   |
| | Partido Humanista                            | Naranja                            | Alberto Liforena               | 1.179                 | 100                   | 1.179   | 0,31                   |
| | Partido Conservador Popular                  | Única                              | Darío Raúl Rodríguez           | 1.141                 | 100                   | 1.141   | 0,30                   |
| | Movimiento Organización Democrática          | Creer                              | Andrea Marina Aguirre          | 940                   | 100                   | 940     | 0,25                   |
| | Corriente de Pensamiento Bonaerense          | Corriente de Pensamiento Auténtica | Violeta Yoshinaga              | 539                   | 100                   | 539     | 0,14                   |
| Votos positivos                                                                                         | Votos positivos                              | Votos positivos                    | Votos positivos                | Votos positivos       | Votos positivos       | 382.950 | 94,18                  |
| Votos en blanco                                                                                         | Votos en blanco                              | Votos en blanco                    | Votos en blanco                | Votos en blanco       | Votos en blanco       | 16.904  | 4,16                   |
| Votos válidos                                                                                           | Votos válidos                                | Votos válidos                      | Votos válidos                  | Votos válidos         | Votos válidos         | 399.854 | 98,34                  |
| Votos nulos                                                                                             | Votos nulos                                  | Votos nulos                        | Votos nulos                    | Votos nulos           | Votos nulos           | 6.765   | 1,66                   |
| Participación                                                                                           | Participación                                | Participación                      | Participación                  | Participación         | Participación         | 406.619 | 67,65                  |
| Electores habilitados                                                                                   | Electores habilitados                        | Electores habilitados              | Electores habilitados          | Electores habilitados | Electores habilitados | 601.077 | 100                    |
| Fuente: Consulta de Resultados Definitivos EPAOS 2021 - Junta Electoral de la provincia de Buenos Aires |                                              |                                    |                                |                       |                       |         |                        |